# کادیلاک سیل
کادیلاک سیِل (به انگلیسی: Cadillac Ciel) یک خودروی مفهومی الکتریکی هیبریدی است که توسط کادیلاک ساخته شده و در سال ۲۰۱۱ در پبل بیچ کانکورز دلیگانس رونمایی شد. سیل دارای یک توربوشارژر دوقلو ۳٫۶ لیتری وی۶ تزریق مستقیم با تولید ۴۲۵ اسب بخار (۳۱۷ کیلووات) است. و یک سیستم هیبریدی با استفاده از فناوری باتری یون‌لیتیم. سیِل یک کانورتیبل چهارصندلی با فاصلهٔ بین دو محور ۱۲۵ اینچ (۳٬۲۰۰ میلیمتر) است. این در مرکز طراحی North Hollywood's GM Design توسعه یافته است.

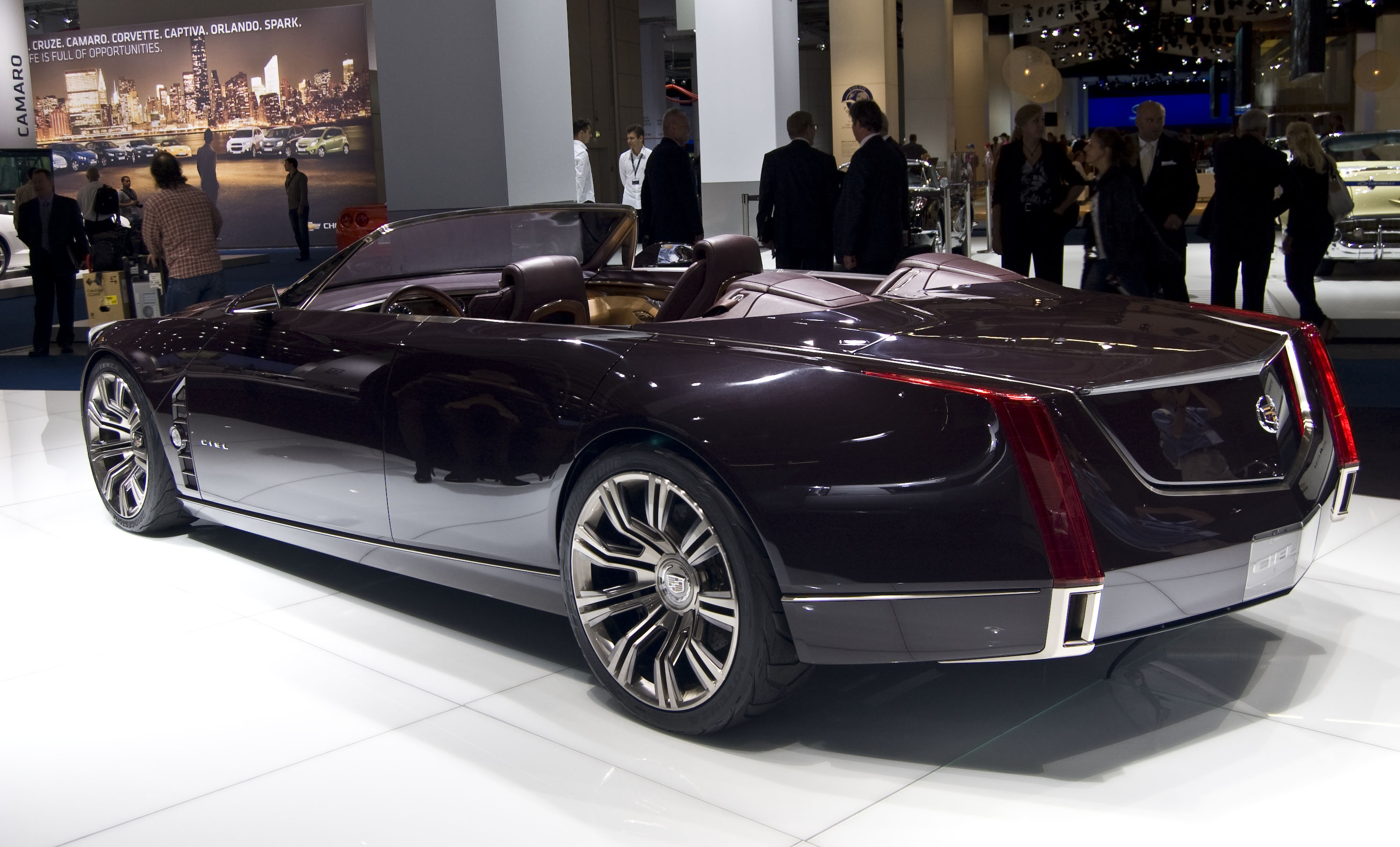
نمای پشت

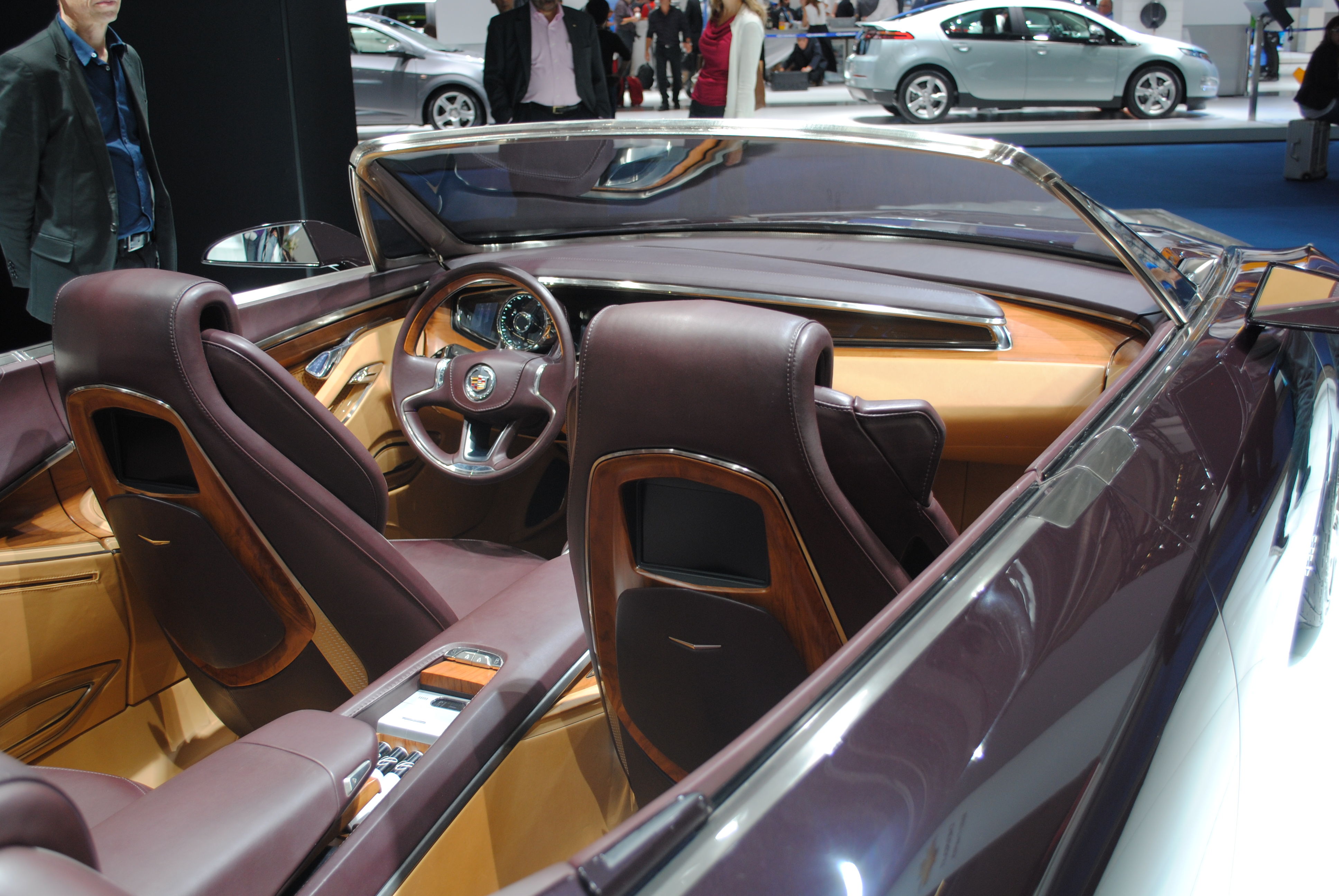
نمای داخلی

سیِل با درهای خودکشی عقب عرضه می‌شود و داخل آن دارای داشبورد چوبی صاف با ظاهری ساده است. واژهٔ «سیِل» (به فرانسوی: Ciel) به معنای «آسمان» است - چیزی که طراحان هنگام ساخت وسیلهٔ نقلیه در ذهن داشتند.
در سال ۲۰۱۲ و اوایل سال ۲۰۱۳، کادیلاک به فکر توسعهٔ یک خودروی تولیدی بر پایه سیل بود. با این حال، در ژوئیهٔ ۲۰۱۳، آنها تصمیم گرفتند که این سرمایه‌گذاری را دنبال نکنند.
در پبل بیچ کانکورز دلیگانس ۲۰۱۳، کادیلاک از یک کانسپت جدید به نام کادیلاک المیراج رونمایی کرد که از نظر طراحی شبیه به سیِل است، با این تفاوت که کوپه است. هر دو خودرو توسط نیکی اسمارت طراحی شده‌اند.
کادیلاک سیِل در فیلم دارودسته در سال ۲۰۱۵ به عنوان هدیه‌ای از سوی نماینده استعدادیابی آری گلد به شخصیت اصلی وینسنت چیس برای موفقیت اولین کارگردانی او در فیلم تخیلیِ هاید نمایش داده شد.